# Dilonchus
Dilonchus is een geslacht van kevers uit de familie van de loopkevers (Carabidae). De wetenschappelijke naam van het geslacht is voor het eerst geldig gepubliceerd in 1936 door Andrewes.

## Soorten
Het geslacht Dilonchus omvat de volgende soorten:
- Dilonchus bidens Andrewes, 1936
- Dilonchus pictus Darlington, 1963